# Tarnów
Tarnów [ˈtarnuf], deutsch Tarnow oder Tarnau, ist eine Stadt in der Woiwodschaft Kleinpolen im Süden Polens. Zur Zeit der Habsburgermonarchie wurde sie inoffiziell auch Tarnau genannt. 1975 bis 1998 war sie Hauptstadt der Woiwodschaft Tarnów. Die kreisfreie Stadt ist Sitz der Landgemeinde Tarnów und des Landkreises Tarnów.

## Geschichte

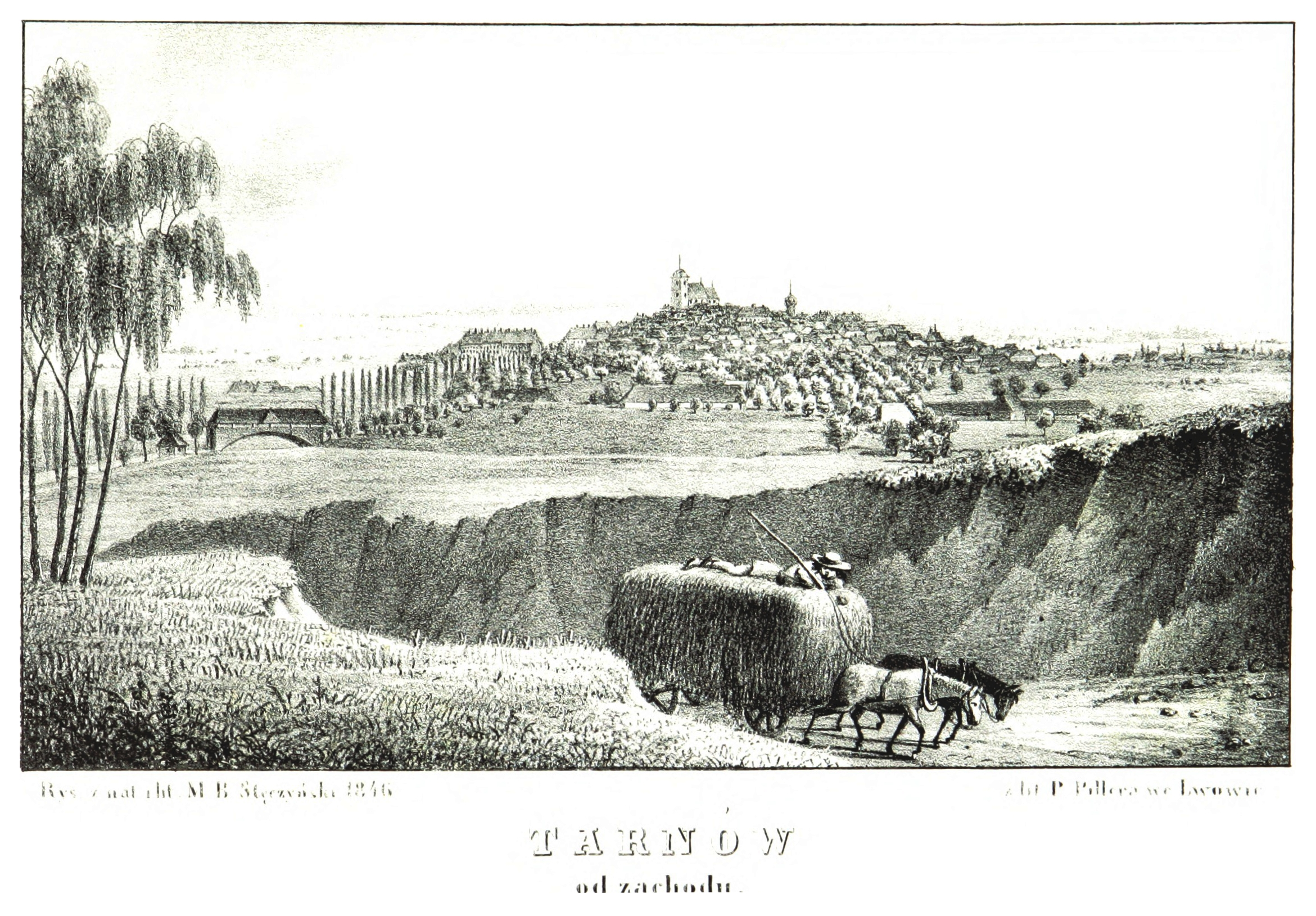
Stadtansicht von Tarnów 1846

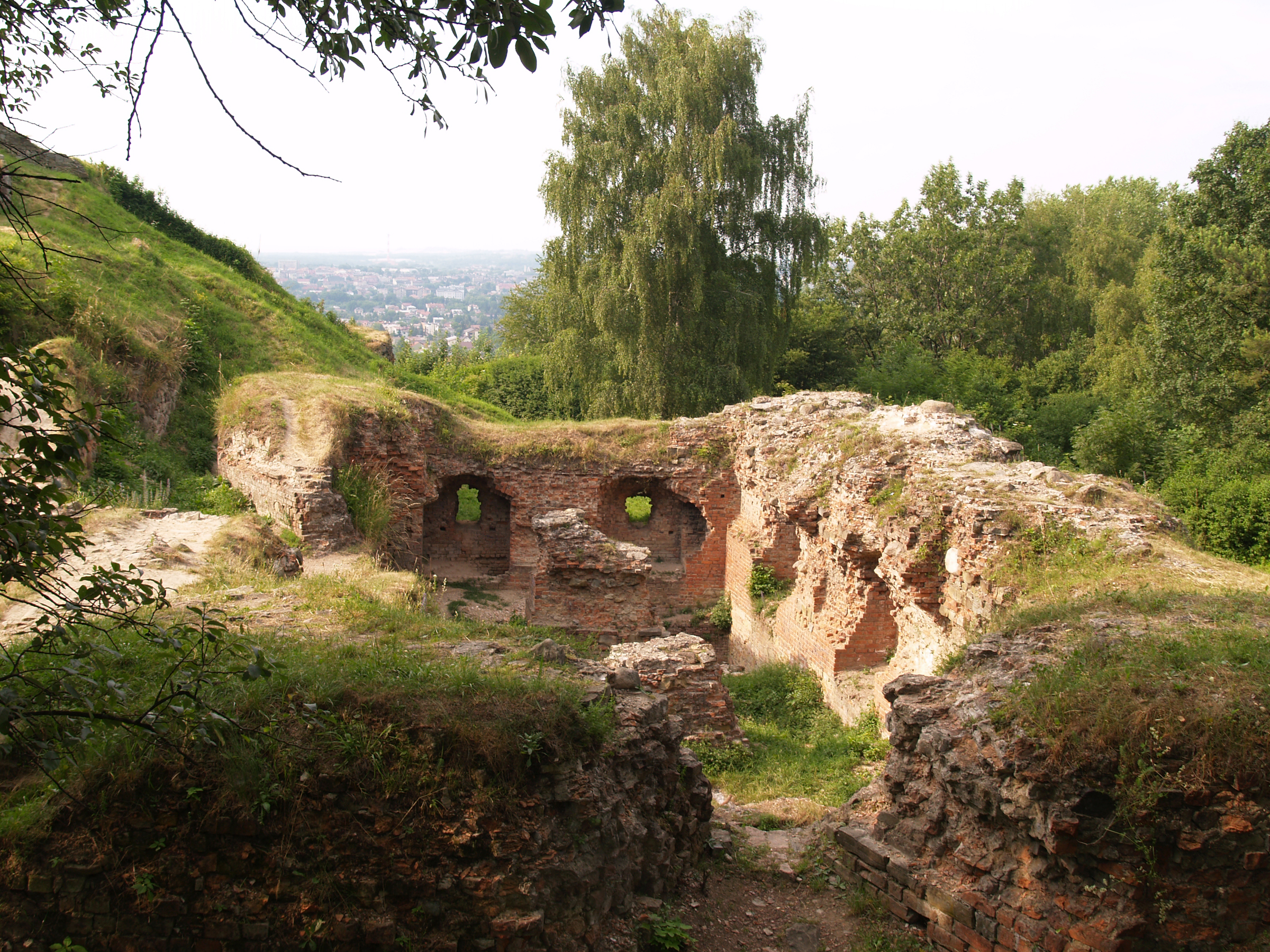
Burgruine am Berg des Heiligen Martin

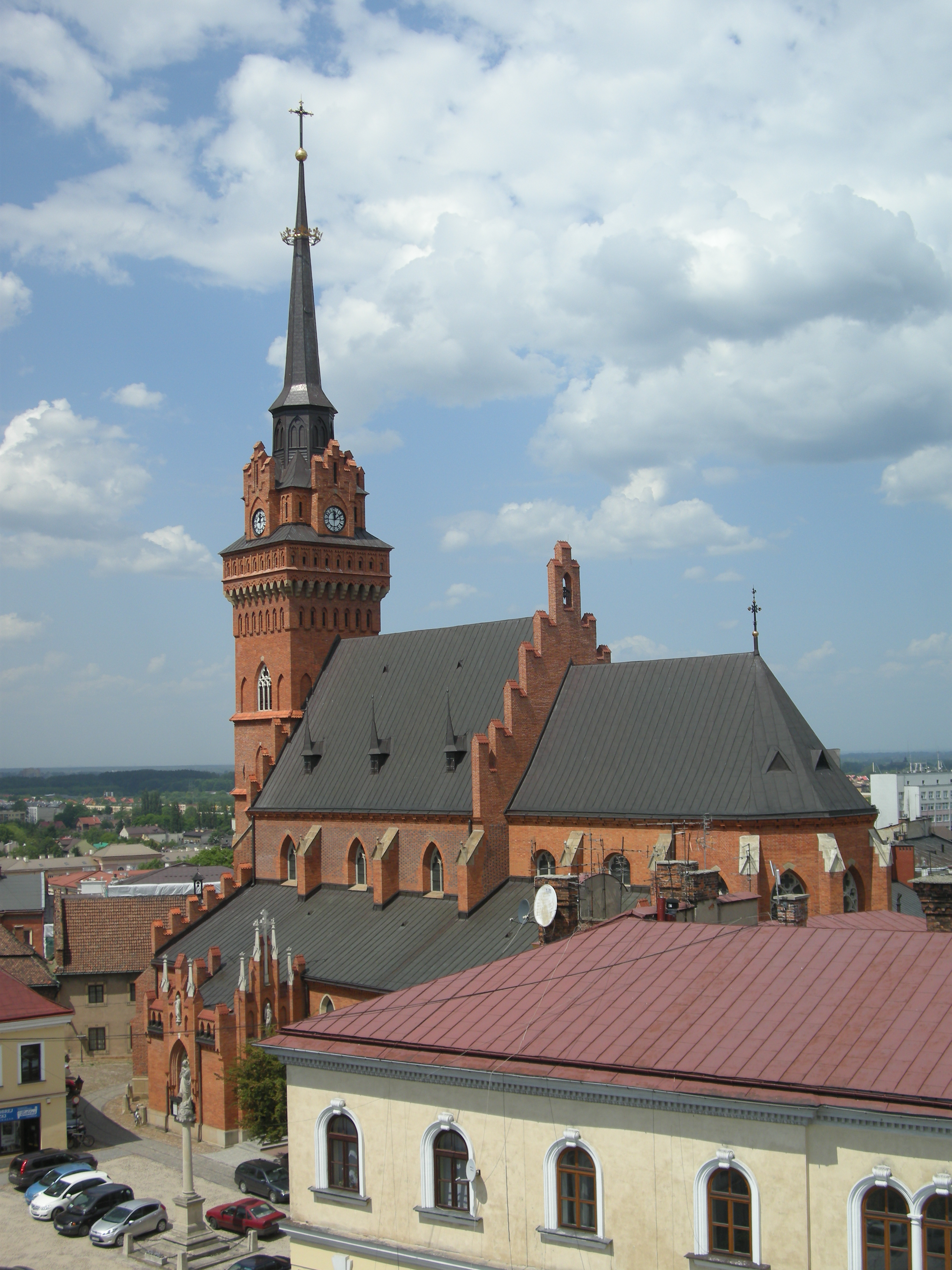
Kathedrale St. Maria

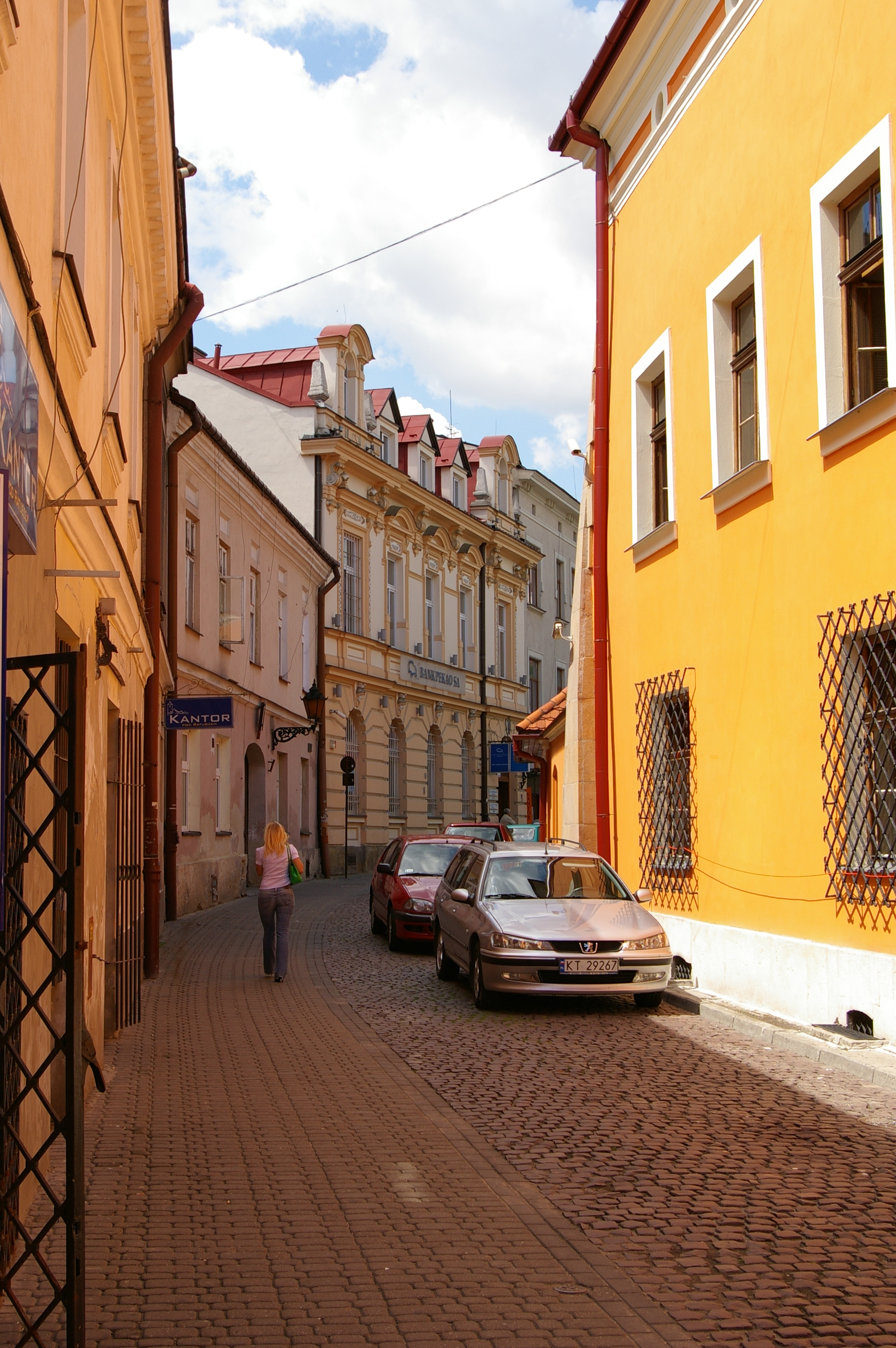
Altstadt von Tarnów

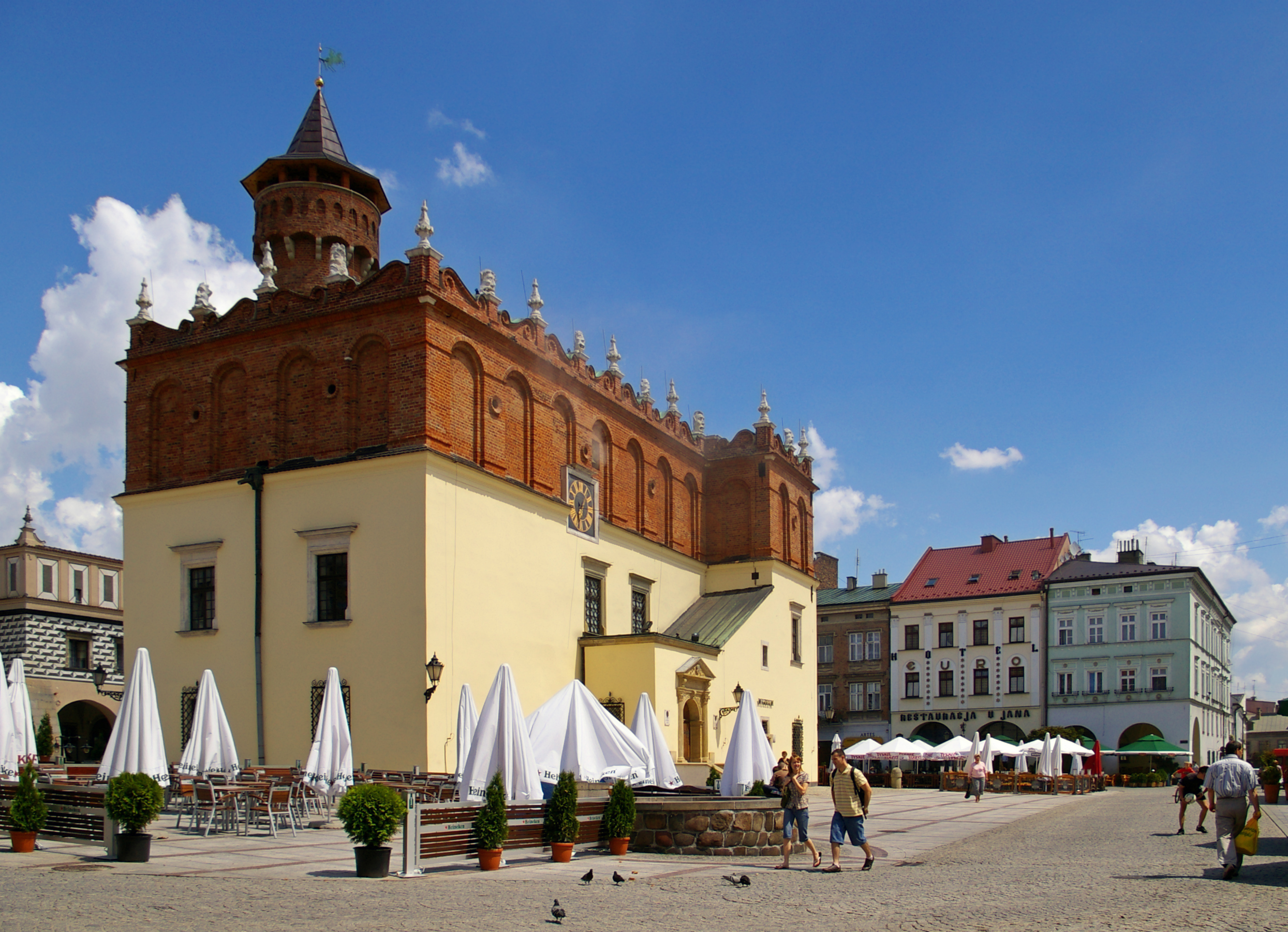
Rathaus am Marktplatz (Rynek)

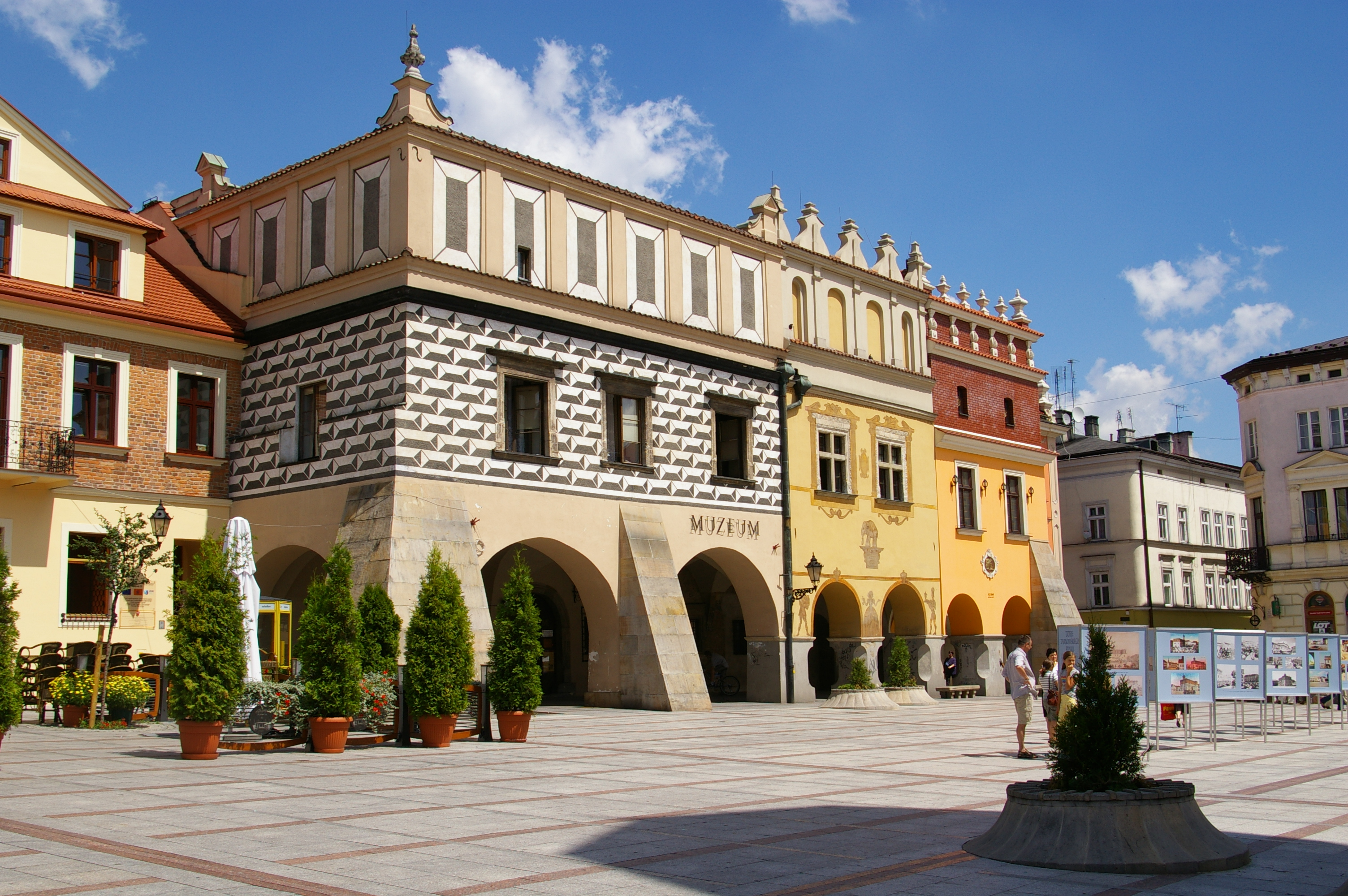
Bürgerhäuser am Marktplatz (Rynek)

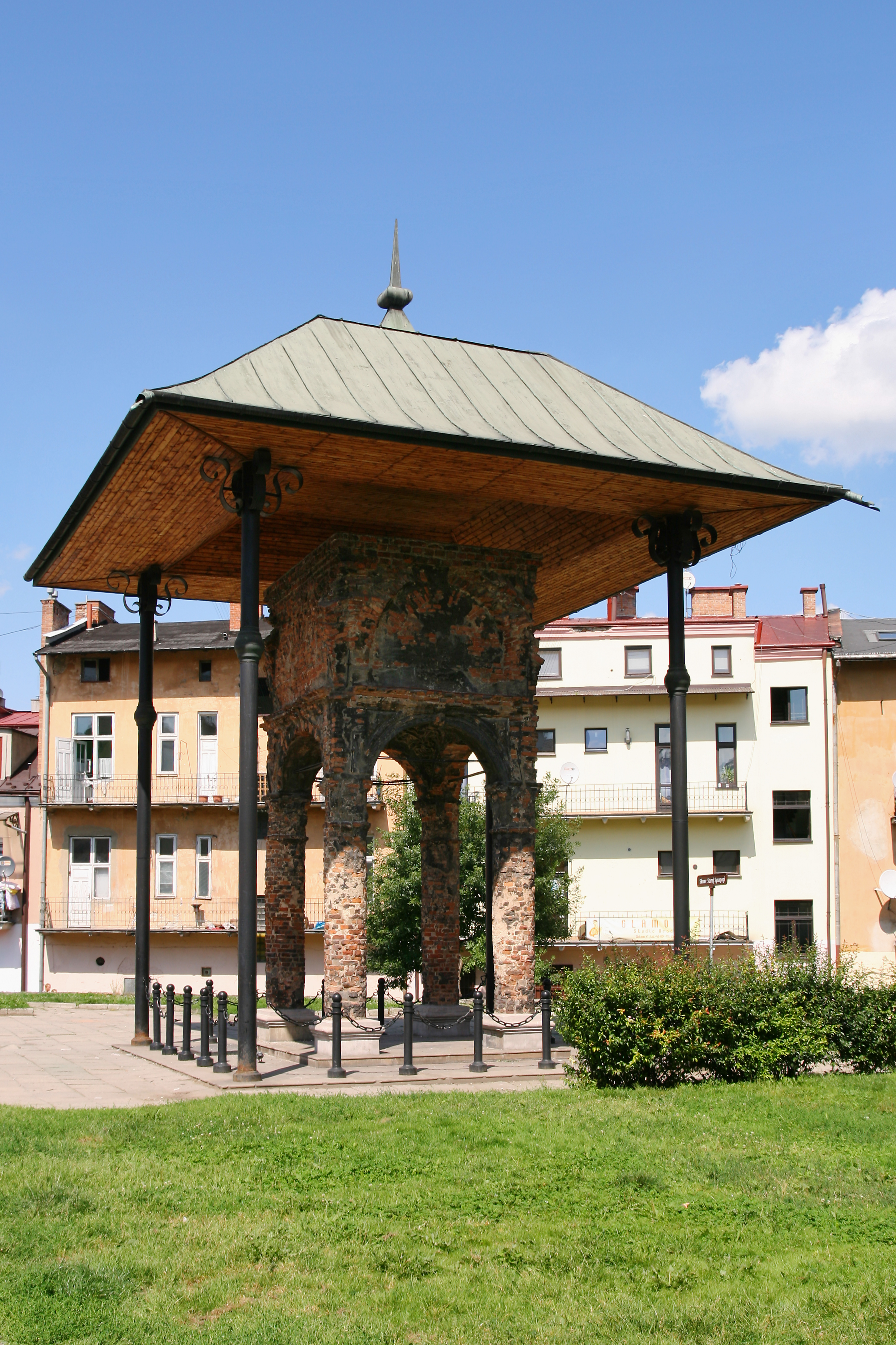
Überreste der Alten Synagoge (Bima)

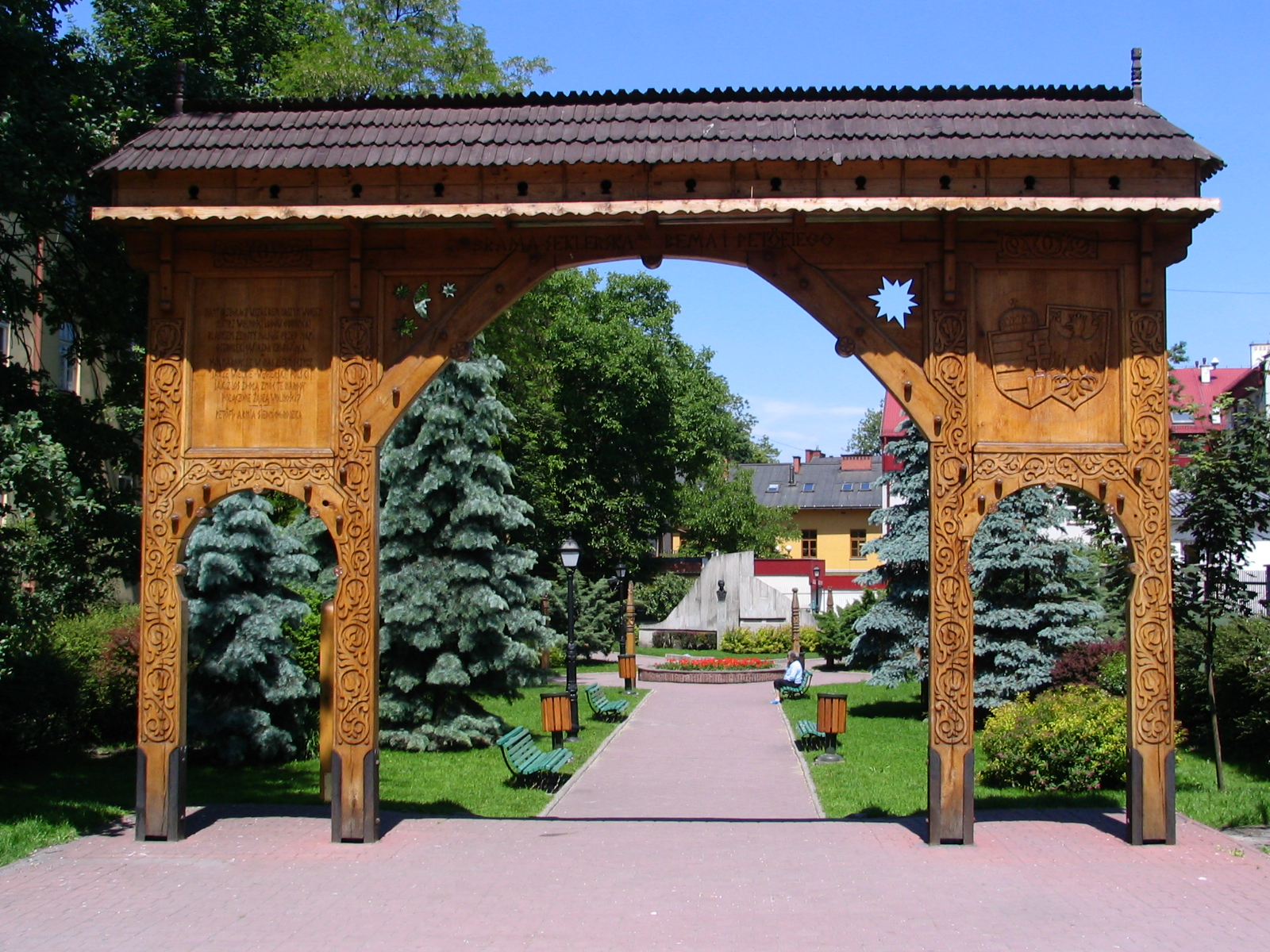
Szekler Tor

Im 12. Jahrhundert gehörte das Gebiet zur Benediktinerabtei Tyniec, damit im Zusammenhang tauchten erste Erwähnungen auf, deren Datierung in Frage gestellt wurde.:27–41
Der Ort wurde in einem Dokument von Gilo von Paris (wahrscheinlich aus den Jahren 1123–1125) benannt sowie in der 1229 erschienenen Päpstlichen Bulle als Tarnowo erwähnt.:29
Am 7. März 1330 verlieh der Woiwode von Kraków, Spycimir Leliwita, nach Ermächtigung durch den König Władysław I. Ellenlang dem Ort in der Woiwodschaft Sandomir an der Via Regia das Stadtrecht nach Magdeburger Recht. Im selben Jahr wurde auch die heute nur noch als Ruine existierende Burg fertiggestellt. In dieser Zeit kamen zahlreiche neue Siedler, darunter auch deutsche, aus Krakau und dem heutigen Nowy Sącz (siehe auch  Walddeutsche, Hochmittelalterliche Ostsiedlung) nach Tarnów und in die Umgebung (Rychwałd, Szynwałd, Keyzerswałd – Klikowa?). 1376 wurde zum ersten Mal eine Kirche erwähnt. Die ersten Juden ließen sich im 15. Jahrhundert nieder. Im 16. Jahrhundert kamen zahlreiche Schotten, darunter Familien mit Namen wie Dun, Huyson und Nikielson, die im Fernhandel tätig waren.
Ab 1514 war Tarnów im Besitz des Hetmans Jan Amor Tarnowski. Im 17. und 18. Jahrhundert gehörte Tarnów den Lubomirskis und ab 1723 den Sanguszkos. Der letzte Eigentümer, Fürst Eustachy Sanguszko verzichtete 1787 auf die Regierungsgewalt.
Nach der Ersten Teilung Polens im Jahre 1772 gehörte Tarnów zu dem von Österreich besetzten Teil. Im Jahre 1785 wurde das Bistum Tarnów gegründet.
Am 18. Februar 1846 versammelten sich in der Gemeinde Lisia Góra bei Tarnów bewaffnete polnische Patrioten, um einen Aufstand gegen die habsburgischen Behörden anzuzetteln, Galizien unter ihre Kontrolle zu bringen und einen unabhängigen polnischen Staat zu errichten. Da sie allein zu schwach waren, versuchten sie, die Unterstützung der Bauern zu gewinnen. Doch die Bauern bewaffneten sich gegen die Aufständischen, nahmen etwa 40 von ihnen gefangen und übergaben sie den Behörden. Es gab Opfer auf beiden Seiten. Ähnliche Szenen spielten sich in den folgenden Tagen in ganz Westgalizien ab. Es waren die blutigsten Unruhen in der Habsburgermonarchie vor 1848.
Im Jahre 1856 erhielt die Stadt Anschluss an die Carl-Ludwigs-Eisenbahn (Krakau–Lemberg). Die Stadt hatte 1860 24.627 Einwohner, von denen 11.349 Juden waren. Zum Ende des 19. Jahrhunderts war Tarnów eine bedeutende Handelsstadt im damaligen österreichischen Kronland Galizien. Der größte Industriebetrieb war eine Landmaschinenfabrik. Mit einer theologischen Lehranstalt, einem bischöflichen Seminar, einer Lehrerbildungsanstalt und einem Obergymnasium war die Stadt außerdem ein wichtiger Bildungsstandort.
Im Mai 1915 kam es im Raum zwischen Tarnów und Gorlice zur Durchbruchsschlacht von Gorlice-Tarnów, die mit einer der schwersten Niederlagen der Kaiserlich Russischen Armee im Ersten Weltkrieg endete.
Nach dem Überfall Deutschlands auf Polen gehörte Tarnów ab 1939 zum von den deutschen Besatzern errichteten Generalgouvernement, durch das die Bevölkerung vielfältigem Terror und Entrechtung ausgesetzt war. Am 14. Juni 1940 wurde von der Gestapo der erste Gefangenentransport mit überwiegend christlichen Polen ins KZ Auschwitz zur Entlastung der örtlichen Gefängnisse geschickt. Von den 728 Gefangenen dieses Transports überlebten etwa 200 Personen das Ende des Zweiten Weltkriegs.
Während der Shoa wurden von den deutschen Besatzern etwa 20.000 polnische Juden im „Ghetto Tarnów“ genannten Sammellager der SS im System der Konzentrationslager gefangengehalten und tausende von hier zur Ermordung in Vernichtungslager deportiert. Hier wurde vor allem ins Konzentrationslager Belzec deportiert, das 1943 von der SS „liquidiert“ wurde. Die beiden deutschen Anthropologinnen Dora Maria Kahlich und Elfriede Fliethmann besuchten bereits ab 1941 die Stadt, um an 631 jüdischen polnischen Frauen und Männern Untersuchungen zur Bestätigung der Rassentheorie der Nationalsozialisten durchzuführen. 1997 entdeckte Margit Berner, eine Mitarbeiterin des Naturhistorischen Museums Wien, in den Beständen des Museums eine Schachtel mit Fotos von Juden und Jüdinnen aus Tarnów. Es stellte sich heraus, dass sie 1942 von den genannten Anthropologinnen zur rassenkundlichen Dokumentation der in ihren Augen minderwertigen Menschen angefertigt worden waren. Bei der nachfolgenden Aufarbeitung der Fotos zeigte sich, dass es sich in vielen Fällen um die einzigen erhaltenen Bildnisse von später ermordeten Menschen handelte.
Große Teile der Stadt wurden während der Kriegshandlungen, aber auch bei der Flucht der deutschen Besatzer zerstört. Die Besetzung der Stadt durch die Rote Armee erfolgte am 18. Januar 1945.

### Einwohnerentwicklung
Im 16. Jahrhundert zählte die Stadt etwa 1.200 Einwohner und etwa 200 Häuser; nach der Plünderung der Stadt durch die schwedischen Truppen im Jahre 1655 sank die Einwohnerzahl von etwa 2.000 auf unter 800. Im Jahre 1870 betrug die Einwohnerzahl 21.779, und Tarnów war drittgrößte Stadt Galiziens nach Lemberg und Krakau. Im Jahre 1939 gab es fast 40.000 Einwohner, ungefähr die Hälfte davon waren jüdische Polen.

## Gemeinde

### Stadtgemeinde
Die kreisfreie Stadt Tarnów bildet eine eigenständige Stadtgemeinde (gmina miejska).

### Landgemeinde
Die ebenfalls eigenständige Landgemeinde (gmina wiejska) Tarnów hat eine Fläche von 82,81 km² und 25.472 Einwohner (September 2018).

## Politik

### Stadtpräsidenten
An der Spitze der Stadtverwaltung steht ein Stadtpräsident. Seit 2014 war dies erneut Roman Ciepiela (PO), der das Amt bereits 1994 bis 1998, damals für die Unia Wolności, innehatte. 2024 trat er nicht erneut an und wurde durch Jakub Kwaśny abgelöst, der als Parteiloser ebenfalls für die Koalicja Obywatelska antrat und zudem von der PSL und einem eigenen Wahlkomitee, das zur Stadtratswahl antrat, unterstützt wurde. Die turnusmäßige Wahl 2018 brachte folgendes Ergebnis:
- Jakub Kwaśny (Koalicja Obywatelska) 44,5 % der Stimmen
- Henryk Łabędź (Prawo i Sprawiedliwość) 30,8 % der Stimmen
- Krzystof Rodak (Wahlkomitee „Ja zu Tarnów“) 20,3 % der Stimmen
- Karol Pęczek (Koalition „Freundliches Tarnów und Konfederacja“) 4,3 % der Stimmen

Bei der damit notwendigen Stichwahl setzte sich Kwaśny mit 56,2 % der Stimmen gegen den PiS-Kandidaten Łabędź durch und wurde neuer Stadtpräsident.
Die turnusmäßige Wahl 2018 brachte folgendes Ergebnis:
- Roman Ciepiela (Koalicja Obywatelska) 42,7 % der Stimmen
- Kazimierz Koprowski (Prawo i Sprawiedliwość) 33,5 % der Stimmen
- Tomasz Olszówska (Wahlkomitee „Tomasz Olszówska – Unsere Stadt Tarnów“) 17,0 % der Stimmen
- Severyn Partyński (Kukiz’15) 4,5 % der Stimmen
- Sławomir Błaszczak (Sojusz Lewicy Demokratycznej / Lewica Razem) 2,3 % der Stimmen

Bei der damit notwendigen Stichwahl setzte sich Ciepiela mit 58,1 % der Stimmen gegen den PiS-Kandidaten Koprowski durch. 2019 trat Ciepiela aus der PO aus und ist seither parteilos.

### Stadtrat
Der Stadtrat besteht aus 23 Mitgliedern (bis 2024: 25) und wird direkt gewählt. Die Stadtratswahl 2024 führte zu folgendem Ergebnis:
- Prawo i Sprawiedliwość (PiS) 33,0 % der Stimmen, 8 Sitze
- Koalicja Obywatelska (KO) 28,8 % der Stimmen, 8 Sitze
- Wahlkomitee „Jakub Kwaśny – Unsere Stadt Tarnów“ 20,6 % der Stimmen, 5 Sitze
- Wahlkomitee „Ja zu Tarnów“ 11,7 % der Stimmen, 2 Sitze
- Koalition „Freundliches Tarnów und Konfederacja“ 5,9 % der Stimmen, kein Sitz

Die Stadtratswahl 2018 führte zu folgendem Ergebnis:
- Prawo i Sprawiedliwość (PiS) 37,0 % der Stimmen, 11 Sitze
- Koalicja Obywatelska (KO) 30,8 % der Stimmen, 9 Sitze
- Wahlkomitee „Tomasz Olszówska – Unsere Stadt Tarnów“ 20,2 % der Stimmen, 5 Sitze
- Sojusz Lewicy Demokratycznej (SLD) / Lewica Razem (Razem) 6,3 % der Stimmen, kein Sitz
- Kukiz’15 5,7 % der Stimmen, kein Sitz

### Städtepartnerschaften
Tarnów pflegt Städtepartnerschaften mit den folgenden Städten:
- Bila Zerkva, Ukraine
- Blackburn, England
- Casalmaggiore, Italien
- Kiskőrös, Ungarn
- Kotlas, Russland
- Nowy Sącz, Polen
- Schoten, Belgien
- Ternopil, Ukraine
- Trenčín, Slowakei
- Veszprém, Ungarn
- Warschau, Polen
- Winnyzja, Ukraine

## Kultur und Sehenswürdigkeiten

### Museen
- Das Diözesanmuseum (pl. Muzeum Diecezjalne w Tarnowie)
- Das Museum der Region Tarnów (Muzeum Okręgowe, auch mit englischer Webseite)

### Bauwerke
Zu den Sehenswürdigkeiten der Stadt zählen unter anderem:
- Die Kathedrale St. Maria (pl. Najświętszej Maryi Panny), seit dem Jahre 1972 Basilica minor. Sie wurde im 14. Jahrhundert gebaut und im 15. bis zum 19. Jahrhundert mehrmals umgebaut.
- Der Marktplatz mit dem Rathaus aus dem 15. und 16. Jahrhundert und zahlreichen Bürgerhäusern aus dem 16. bis 18. Jahrhundert
- Die Überreste der Synagoge (Bima) aus den 17. bis 19. Jahrhundert

## Wirtschaft und Infrastruktur

### Verkehr
Der Öffentliche Personennahverkehr wird vom stadteigenen Unternehmen Miejskie Przedsiębiorstwo Komunikacyjne Spółka z o.o. w Tarnowie mit Buslinien abgewickelt. In den Jahren von 1911 bis 1942 verfügte Tarnów über eine Straßenbahn.

### Ansässige Unternehmen
Zu den bedeutendsten Unternehmen der Stadt zählen:
- Huta Szkła Gospodarczego Tarnów S.A. (Glashütte)
- Stalbud Tarnów Sp. Z O.o. (Stahlbau)
- Grupa Azoty (Chemieindustrie)
- Zakłady Mechaniczne „Tarnów“ S.A. (Maschinenbau)

### Bildung
In der Stadt sind folgende Hochschulen ansässig:
- Małopolska Wyższa Szkoła Ekonomiczna
- Państwowa Wyższa Szkoła Zawodowa (gegründet 1998)
- Wyższa Szkoła Biznesu
- Theologische Fakultät, Sektion Tarnow der Päpstlichen Universität Johannes Paul II. in Krakau[15]

#### Periodika der Theologischen Fakultät
Die Tarnowskie Studia Teologiczne (Tarnower theologische Studien) erscheinen seit 1938 halbjährlich. Die Hefte enthalten Übersetzungen, Kommentare und Rezensionen polnischer und ausländischer  Publikationen. Chefredakteur: Andrzej Michalik.
Seit 2011 erscheint halbjährlich The Person and the Challenges, eine Zeitschrift zur Verbreitung internationaler Forschungsarbeiten und Untersuchungen in den Bereichen Theologie, Bildungs- und Erziehungswesen, Kanonisches Recht und Sozialwissenschaften mit Beiträgen in Deutsch, Englisch, Französisch, Italienisch und Spanisch. Chefredakteur: Józef Stala.

## Persönlichkeiten

### Söhne und Töchter der Stadt
- Salo W. Baron (1895–1989), Historiker an der Columbia University, Begründer der Jewish Studies (Forschung zum Judentum) in den USA
- Adolphe Basler (1878–1951), polnisch-französischer Autor, Kunstkritiker und Galerist
- Monika Bejnar (* 1981), Sprinterin
- Józef Bem (1794–1850), General und Freiheitskämpfer
- Stella Bloch (1897–1999), US-amerikanische Journalistin, Autorin, Zeichnerin und Tanzhistorikerin
- Roman Brandstaetter (1906–1987), polnisch-jüdischer Schriftsteller
- Ignace Gelb (1907–1985), polnisch-US-amerikanischer Altorientalist und Hochschullehrer
- Józef Cyrankiewicz (1911–1989), Politiker
- Zofia Czajkowska (1905–1978), Musikerin, Überlebende von Auschwitz und Ravensbrück
- Charles Denner (1926–1995), französischer Schauspieler
- Marcin Dzieński (* 1993), Sportkletterer
- Michal Hornstein (1920–2016), kanadischer Geschäftsmann, Kunstsammler und Philanthrop
- Aleksandra Kałucka (* 2001), Sportkletterin
- Natalia Kałucka (* 2001), Sportkletterin
- William Karfiol (1875–1945), Filmregisseur, -produzent und Drehbuchautor (geboren in Klikowa)
- Julius Klausner (1874–1950), Begründer des Schuhhauses Leiser
- Otto Klausner (1880–1931), Schuhgroßunternehmer
- Radosław Kobierski (* 1971), Lyriker, Prosaschriftsteller und Literaturkritiker
- Edward Kozłowski (1860–1915), Weihbischof in Milwaukee
- Michał Kubisztal (* 1980), Handballspieler
- Krystyna Kuperberg (* 1944), Mathematikerin
- Felicia Langer (1930–2018), israelisch-deutsche Rechtsanwältin und Menschenrechtsaktivistin
- Hania Mansfeld (1913–1942), Kommunistin und Kämpferin der französischen Résistance
- Agata Mróz-Olszewska (1982–2008), Volleyballspielerin
- Lazar Münz (1837–1921), Rabbiner und Autor
- Philipp Münz (1864–1944), Allgemeinmediziner, Fachbuchautor und NS-Opfer
- Wilhelm Münz (1856–1917), Rabbiner und Autor
- Siegmund Neumann (Pseudonym: Paul Brandenburg; 1907–1960), Parteifunktionär und Gewerkschafter
- Anny Ondra (eigentlich Anna Sophie Ondráková; 1903–1987), deutsch-tschechische Schauspielerin
- Mordechai Palzur (* 1929), israelischer Diplomat
- Gustav von Piotrowski (1833–1884), polnisch-österreichischer Physiologe und Politiker
- Karl Radek (1885–1939) (eigentlich Karol Sobelsohn) Journalist und Bolschewik, enger Mitarbeiter Lenins
- Abraham Salz (1866–1942), Zionist und Führer der Chowewe Zion
- Ignacy Schiper (1884–1943), Historiker, NS-Opfer
- Józef Smoczek (1908–1984), Fußballspieler und -trainer
- Stanisława Starostka (1917–1946), Widerstandskämpferin, Funktionshäftling und Kriegsverbrecherin
- Jan Amor Tarnowski (1488–1561), Großhetman der Krone

### Weitere Persönlichkeiten, die mit der Stadt in Verbindung stehen
- Franz Herbich (1791–1865), österreichischer Arzt und Botaniker, Militärarzt in Tarnów
- Jan Szczepanik (1872–1926), polnischer Chemiker und Erfinder, wurde in Tarnów begraben.